# Željko Komšić
Željko Komšić (Sarajevo, 20. siječnja 1964.), bosanskohercegovački političar, trenutni hrvatski Predsjedništva BiH koji je tu ulogu obnašao u razdoblju od 2006. do 2014. u dva mandata, pa ponovno od 2018., bivši visoki dužnosnik i potpredsjednik SDP-a BiH, a kasnije osnivač i predsjednik Demokratske fronte od 2013. Hrvatska javnost doživljava ga kao nelegitimnog hrvatskog člana Predsjedništva BiH jer je izabran uglavnom bošnjačkim glasovima.

## Životopis
Rođen je u Sarajevu, u braku Marka, Hrvata iz Kiseljaka i Danice, Srpkinje iz Doboja. Iako kršten u katoličkoj crkvi, Komšić se opisuje kao agnostik. Tijekom opsade Sarajeva upoznao je svoju buduću suprugu, Sabinu, iz mješovite bošnjačko-hrvatske obitelji iz Sarajeva. S njom stupa u brak 1996. Imaju jedno dijete, kćer.
Za vrijeme opsade izgubio je majku koju je ubio snajperist Vojske Republike Srpske nakon čega se priključio Armiji Republike Bosne i Hercegovine gdje se istakao u vojnim zadacima za što je dobio njeno najveće vojno odlikovanje, Zlatni ljiljan.

Željko Komšić je završio Pravni fakultet Sveučilišta u Sarajevu, stekavši zvanje diplomiranog pravnika (LL.B.). Komšić je bio polaznik selektivnog programa School of Foreign Service na Sveučilištu Georgetown u Washingtonu. Većinu života je proveo u Sarajevu, osim kad je bio diplomat. Nakon rata uključio se aktivno u politički život BiH. Politički se aktivirao u Socijaldemokratskoj partiji (SDP) te postao zamjenik gradonačelnika. 2000. godine je izabran za načelnika općine Novo Sarajevo, a 2001. godine postao je prvi veleposlanik BiH u Srbiji i Crnoj Gori, za vladavine Alijanse za promjene imenovan je za prvog veleposlanika BiH u Beogradu. Na lokalnim izborima 2004. godine izravnim glasovanjem je izabran za još jedan mandat načelnika općine Novo Sarajevo, a na toj funkciji je ostao do listopadskih izbora 2006. kada je izabran za člana Predsjedništva BiH.
Dva člana Predsjedništva BiH - iz reda bošnjačkog i hrvatskog naroda - biraju se na području FBiH. Svaki birač glasa za člana ili iz reda bošnjačkog ili iz reda hrvatskog naroda jer se prema zakonu iz Federacije biraju dva predsjednika gdje birač sam odlučuje hoće li birati člana predsjedništva iz reda hrvatskog ili bošnjačkog naroda. 
Neuspješno se protivio izgradnji Pelješkog mosta. Općine i županije s većinskim hrvatskim stanovništvom u BiH nakon trećeg izbora za člana tročlanog predsjedništva iz reda hrvatskog naroda reagiraju negativno te ga proglašavaju nepoželjnom osobom. Hrvati u BiH ga većinski ne smatraju predsjednikom Hrvata i negiraju njegov legitimitet i legalitet kao predstavnika hrvatskog naroda u BiH. 
Miljenko Jergović izjavio je povodom obilježavanja Dana državnosti da su bošnjački nacionalisti vjerske ili građanske inspiracije, izborom Komšića odlučili likvidirati Hrvate kao ravnopravan narod u BiH i pretvoriti ih u obespravljenu manjinu iz vremena Osmanlija.

### Demokratska fronta
Osnivač je i trenutačni predsjednik stranke "Demokratska fronta - Željko Komšić". Član predsjedništva BiH-a koji zauzima položaj hrvatskog predstavnika. U intervjuu nakon općih izbora u BiH 2018. rekao je: "Kada zaštitite mene kao pojedinca, onda ste zaštitili moje sve; i hrvatstvo i bošnjaštvo i srpstvo i da budem Rom i Jevrej i vjernik i agnostik i sve ono što je u meni." Za taj princip zalažu se on i Demokratska fronta.

### Zajednički jezik
Potpisnik je Deklaracije o zajedničkom jeziku, u kojoj se tvrdi da se u Hrvatskoj, Bosni i Hercegovini, Srbiji i Crnoj Gori govore nacionalne standardne varijante zajedničkog policentričnog standardnog jezika, i u medijima je rekao da mu je na tu Deklaraciju skrenula pozornost stranačka kolegica i lingvistkina Hanka Vajzović koja je sudjelovala u pisanju Deklaracije.